# Wanda Dietrich
Wanda Dietrich z domu Flajszer (ur. 10 listopada 1946 w Opolu, zm. 25 kwietnia 2012) – polska polityk, posłanka na Sejm PRL VIII kadencji.

## Życiorys
Z zawodu robotnik, wykształcenie zasadnicze zawodowe. W 1968 wstąpiła do Polskiej Zjednoczonej Partii Robotniczej. Zasiadała m.in. w Egzekutywie Komitetu Miejskiego PZPR w Opolu. Była kierownikiem sklepu Wojewódzkiego Przedsiębiorstwa Handlu Wewnętrznego w Opolu. W latach 1980–1985 pełniła mandat posłanki na Sejm PRL VIII kadencji w okręgu Opole, zasiadając w Komisji Handlu Wewnętrznego, Drobnej Wytwórczości i Usług, Komisji Pracy i Spraw Socjalnych oraz w Komisji Rynku Wewnętrznego, Drobnej Wytwórczości i Usług.
Otrzymała tytuł Zasłużony dla miasta Opola.
Pochowana na cmentarzu komunalnym w Opolu.